# 泰國頭孔無鬚魮
泰國頭孔無鬚魮（学名：Poropuntius faucis）是輻鰭魚綱鯉形目鯉科的其中一個種，分布於亞洲泰國湄南河流域，體長可達4.1公分，棲息在中底層水域。